# Samantha Downing
Samantha Downing (Àrea de la Badia de San Francisco) autora nord-americana de suspens i intriga que actualment viu a Nova Orleans.
Samantha va ser recepcionista en una perruqueria i també va treballar a una botiga d'antiguitats.
Tot i que des de nena li ha encantat escriure, era una simple afició fins que una amiga seva li va enviar a un editor el manuscrit de My lovely wife (traduïda al francès com Pas de secrets entri nous i al castellà com Mi adorada esposa), obtenint un èxit de públic immediat i sent a més nominada als premis Edgar, ITW i Macavity als Estats Units, al CWA al Regne Unit i guanyant el Gran Premi donis Lectrices a França.
A més, Amazon Studios va adquirir els drets cinematogràfics d'aquesta novel·la per a la productora cinematogràfica de Nicole Kidman, Blossom films.
El seu segon llibre, He started it, va ser publicat a l'any 2020 i es va transformar al moment en un èxit de vendes internacional.
El seu tercer thriller, For your own good, publicat en USA el 20 de juliol de 2021, s'ambienta en una prestigiosa escola privada i va ser inclòs immediatament a la prestigiosa llista de bestsellers del diari USA Today.
El dia 18 de juliol de l'any 2023 va ser publicat A Twisted Love Story